# Други дейности в областта на информационните технологии
Други дейности в областта на информационните технологии е подотрасъл на дейностите в областта на информационните технологии в Статистическата класификация на икономическите дейности за Европейската общност.
Секторът обхваща дейности, невключени в другите подотрасли на информационните технологии, като инсталиране на компютри и софтуер и тяхното възстановяване след аварии.